# 長崎県運転免許試験場
長崎県運転免許試験場（ながさきけんうんてんめんきょしけんじょう）は、長崎県大村市古賀島町にある長崎県警察が管理する運転免許試験場。
2020年4月1日、長崎市尾上町の長崎警察署新庁舎内に長崎運転免許センターが併設されるまでは、長崎県唯一の運転免許試験場だった。

## 所在地
- 〒856-0817 長崎県大村市古賀島町533番地5 （北緯32度55分31.346秒 東経129度56分30.131秒 / 北緯32.92537389度 東経129.94170306度）

## 沿革
旧・矢上運転免許試験場
- 1913年（大正2年）2月25日の自動車取締令の施行以来、長崎県内では、各地の警察署で簡単な免許試験を実施していた。
- 1932年（昭和7年）- 長崎市茂里町（もりまち）の広場を借り上げ、免許試験を実施。
- 1933年（昭和8年）から1934年（昭和9年）までの間 - 長崎市尾上町埋立地を借り上げ、免許試験を実施。
- 1935年（昭和10年）
  - 春 - 西彼杵郡矢上村（現・長崎市矢上）の矢上青年学校校庭を借り上げる。
  - 秋 - 矢上（現・県営アパート付近）に本格的な運転免許試験場を開設。コースによる運転免許技能試験（月に1回）を開始。
- 1948年（昭和23年）8月 - 長崎県道路交通取締規定（長崎県公安委員会告示第二号）を制定。
  - 第三章「自動車の運転免許」に免許を受けようとする者の諸手続きおよび免許の欠格解明その他を規定。
- 1950年（昭和25年）- 長崎県自動車運転者試験規定を制定し、免許試験の方法等を定める。
  - 当時、運転免許試験場では月に1回試験車を提供して行う他、離島（壱岐・対馬・五島）および自衛隊（針尾・相浦・大村・竹松・海上）への出張試験を3か月に1回程度実施。
  - 小型特殊自動車の免許に関しては各農協単位に出張して試験を実施。
- 1954年（昭和29年）7月1日
  - 長崎県道路交通取締規則（長崎県公安委員会規則第六号）を制定し、第四章に運転免許および運転許可の申請手続き、免許証・許可証の検査及び公布について規定。
  - 長崎県公安委員会規則第七号において、長崎県自動車運転者試験規則を制定し、免許試験方法を具体的に規定。また第九条で試験合格者の氏名を長崎県警察本部と各警察署の掲示板に掲示することを決定。
- 1955年（昭和30年）
  - 3月11日 - 長崎県公安委員会規則第三号で長崎県道路交通取締規則を制定（同年4月1日より施行）。前記取締規則と試験規則を廃止し、その内容を統一して盛り込んだほか、以下の内容を加える。
    - 免許を申請した者に試験の日時と場所を指定する。
    - 技能試験をコース試験と道路上試験に分け、実地で自動車を運転させる。
    - 原付の運転許可の審査方法を制定し、身体検査・口頭審査[1]・技能審査[2]を住所地の警察署長が行うこととする。

  - この年 - 免許事務の一部（免許申請書受理・運転免許者通知・免許証定期検査等）を各警察署で代行するようになる。
- この頃 - 自動車の急増に伴い免許取得希望者も急増し、矢上の免許試験場が手狭になってきたため、広大な地への移転が検討されるようになる。

大村市（現在地）への移転
- 1960年（昭和35年）
  - 7月30日 - 大村市森園郷流川（現・古賀島町535番5号、現在地）に木造平屋建ての仮庁舎が完成し移転。
  - 8月8日 - 大村市仮庁舎で試験を開始。
    - 運転免許試験場が広大となり、運転免許試験が毎日実施されるようになる。この当時他県からも一時的に長崎県に転入し受験する者も多く、業務は多忙を極めた。

  - 12月16日 - 長崎県道路交通法施行細則（長崎県公安委員会規則第十号）を制定（同年12月20日施行）。
    - 試験場所が試験場および公安委員会の指定する場所に限定され、出張試験は継続される。合格発表と免許証作成公布は住所地を管轄する警察署で行うこととする。
- 1964年（昭和39年）5月1日 -　免許が新しく分課独立した交通第二課で集中作成されるようになる。
- 1968年（昭和43年）10月3日 - 鉄筋コンクリート造3階建ての本庁舎が完成。
- 1972年（昭和47年）4月1日 - 運転免許試験場が所属として独立し、学科試験制度が全面的に改正されたことに伴い、運転免許事務取扱要領を改定。
  - 免許試験は原則として試験場で実施。小型特殊・原付免許試験に関しては各警察署で実施。小型二輪免許試験は各警察署でも実施できる。
  - 免許場での試験日
    - 大型二種・普通二種 - 毎週木曜日・金曜日
    - 大型一種・普通一種 - 毎週月曜日〜金曜日
    - 二輪 - 毎週月曜日・火曜日・水曜日
    - けん引免許と申請（技能解除）- 毎週土曜日

  - 出張試験 - 2か月に1回（ただし、宇久町・小値賀町は年に1回）
  - 小型二輪出張試験 - 地区ごと 月に1回
  - 各警察署における免許試験 - 月に1回
- 1973年（昭和48年）10月1日 - 試験場内に安全運転学校を新設。
- 1976年（昭和51年）12月13日 - 運転免許証のカラー写真化。学科試験において自動採点機を導入。
- 1979年（昭和54年）3月 - 原付・小型特殊の試験方法を変更。
  - 背景 - 原付の性能向上・普及により、運転者が急増するとともに原付の交通事故が多発するようになり、原付技能講習の必要性が出てきたため。
  - 内容 - 各警察署（平戸・離島を除く）での試験を廃止し、大村の運転免許試験場に加え県内3か所[3]に原付試験会場を開設。
- 1982年（昭和57年）
  - 1月11日 - 運転免許試験場で受験した場合の免許即日交付を開始。
  - 6月5日 - 土曜日・日曜日に免許更新窓口を開設。
- 1983年（昭和58年）
  - 5月2日 - 運転免許試験場での原付試験が毎日（月曜日〜金曜日）実施されるようになる。
  - 8月1日 - 離島からの要望により、2か月に1回であった離島出張試験を月に1回とする。
- 1985年（昭和60年）1月4日 - 電算機を導入。
  - 採点から合格発表まで自動化され、発表が電光掲示板に表示されるようになる。
  - 長崎県警察電算処理システムによる運転者管理業務・受験者管理業務を開始。
- 1986年（昭和61年）6月3日 - 運転免許取扱要領の制定。
- 1987年（昭和62年）12月 - 運転免許事務取扱要領の一部（四週六休制の採用に伴う免許証交付日）を改正。
- 1988年（昭和63年）1月
  - 運転免許試験場で毎月受験できる種目を4種目から8種目に増設
  - 技能試験に予約制を導入。
  - 受験者減少により、島原・南高地区の原付・小型特殊の出張試験を廃止。
- 1989年（平成元年）
  - 7月7日 - 第2・第4土曜日の閉庁に伴う改正。
  - 10月31日 - 運転免許申請窓口に超迅速免許証作成機を導入。
- 1991年（平成3年）9月1日 - 初心運転者に対する再試験を開始。

## 交通アクセス
最寄りのバス停
- 長崎県営バス・西肥バス 「試験場前」下車徒歩1分
  - 長崎市方面のリムジンバスに関しては浦上経由便が停車する。
- 長崎県営バス 「中古賀島」下車
  - 県営バスの高速シャトルバスが停車する。

最寄りの道路
- 長崎自動車道（高速道路） 大村IC
- 国道444号「桜馬場交差点」
- 国道34号 「松並交差点」
- 長崎県道38号長崎空港線

## 周辺
公共機関
- 大村警察署
- 大村市民病院
- 県央地域広域市町村圏組合消防本部大村消防署
- 大村入国管理センター
- 大村郵便局

学校
- 長崎県消防学校
- 長崎県立大村工業高等学校
- 大村市立放虎原小学校

教習所
- 民間の教習所が4か所ある。